# Бисярин, Василий Григорьевич
Василий Григорьевич Бисярин (1893, Катав-Ивановск, Уфимская губерния — 13 апреля 1949, Москва) — советский партийный и государственный деятель. Ответственный секретарь Уфимского губкома РКП(б), Башкирского обкома РКП(б) и Новгородского губкома ВКП(б). Делегат XI, XIII, XV и XVI съездов коммунистической партии.

## Биография
Бисярин Василий Григорьевич родился в 1893 году в Катав-Ивановске Уфимской губернии.
После окончания фармацевтических курсов в Уфе начал работать аптекарем.
В 1914 году вступил в РСДРП(б). За подпольную партийную деятельность в 1916 году был арестован в Златоусте и выслан в Тургайскую область.
В 1917—1918 гг. являлся секретарём Златоустовского комитета РСДРП(б).
С февраля по март 1919 года — секретарь Уфимского губернского комитета РКП(б).
С июля 1919 года — военный комиссар 27-й, с октября по декабрь 1919 года — военный комиссар 26-й стрелковой дивизии 5-й Армии РККА.
Со 2 декабря 1919 года — военный комиссар Алтайской губернии.
В 1920 году назначен помощником командующего Народно-революционной армией Дальневосточной республики.
С декабря 1921 года по июль 1922 года — секретарь Уфимского губернского комитета РКП(б).
С июля по сентябрь 1922 года, совместно с А. И. Жехановым, являлся одним из двух ответственных секретарей Башкирского обкома РКП(б).
В 1923—1925 гг. работал в ЦК РКП(б)/ВКП(б). В 1925—1930 гг. — секретарь Новгородского губкома ВКП(б), затем заведовал Ленинградским городским отделом народного образования.
С 1932 года — заместитель председателя Московского городского Совета, с 1934 — заведующий Московским областным отделом народного образования, с 1936 — начальник Московского областного управления по делам искусств.
С 1942 года являлся управляющим Главного аптечного склада, в 1945—1947 — начальник Главного аптечного управления Наркомата здравоохранения СССР.